# Bert Sorbon
Bert Sorbon (13 de enero de 1920 - 25 de junio de 1984) fue un regidor teatral y actor de nacionalidad sueca.

## Biografía
Su nombre completo era Per Robert Sorbon, y nació en Södertälje, Suecia, siendo hijo del fotógrafo David Sorbon y hermano de Ulla, Marie-Louise, Stina y Birgitta Sorbon Malmsten. 
Sorbon trabajó como actor de revista en Suecia y en Finlandia, y en la década de 1970 participó en representaciones de la compañía Casinorevyn. 
Bert Sorbon falleció en Estocolmo, Suecia, en el año 1984.

## Filmografía (selección)
- 1940 : Swing it, magistern!
- 1941 : Springpojkar är vi allihopa
- 1944 : Narkos
- 1945 : Biljett till äventyret
- 1947 : Supé för två
- 1948 : Flottans kavaljerer
- 1953 : Alla tiders 91 Karlsson
- 1974 : De tre från Haparanda (TV)
- 1979 : Kejsaren